# Vladímir Kuznetsov (locutor de ràdio)
Vovan, rus: Вован, també conegut com a Vovan222, pseudònim Vladímir Krasnov, rus: Владимир Краснов, nom real Vladimir Kuznetsov, rus: Владимир Кузнецов, (krai de Krasnodar, 1986) és un locutor de ràdio rus, conegut per realitzar bromes telefòniques.
Forma un duet amb Aleksei Stoliarov, coneguts pels pseudònims de Vovan i Lexus. Ambdós han realitzat moltes bromes a personatges famosos. El 2015 van assolir la fama mundial en fer creure a Elton John que estava parlant amb Vladímir Putin. Igualment, el 2016 es van fer passar pel president d'Ucraïna, Petrò Poroixenko, tot enganyant la pilot Nadia Sàvtxenko i al president turc Recep Tayyip Erdoğan.
El 2017 es feren passar pel primer ministre ucrainés, Volodímir Gróisman, davant de la congressista estatunidenca Maxime Waters, i també enganyaren la directora de la Unió Europea de Radiodifusió. El novembre del mateix any es feren passar pel Ministre de Defensa de Letònia, Raimonds Bergmanis, tot fent creure a l'homòloga espanyola, María Dolores de Cospedal, que Carles Puigdemont era realment un espia rus anomenat Cipollino, que el 50% dels turistes russos a Barcelona eren espies del Kremlin i que Rússia planejava crear un escenari com el del Conflicte del Donbass a Catalunya.
El 2022, van realitzar una broma a l'alcalde de la Madrid, José Luis Martínez-Almeida, en què fent-se passar per regidors de Kiev en una videoconferència en anglès, van arrencar-li compromisos com ara deportar el refugiats ucraïnesos al front de guerra o «castigar els bastards russos».